# Kanopus
Kanopus (α Car) – najjaśniejsza gwiazda w gwiazdozbiorze Kila (obserwowana wielkość gwiazdowa: −0,74m), druga (po Syriuszu) pod względem jasności gwiazda nocnego nieba. Odległa od Słońca o około 309 lat świetlnych.

## Nazwa
Gwiazda ta nosi nazwę własną Kanopus, po raz pierwszy zapisaną przez Eratostenesa, a później Hipparchosa. Jest ona wywodzona od imienia postaci mitologicznej. W mitologii greckiej Kanopus (stgr. Κάνωπος, Kanopos) był nawigatorem flotylli Menelaosa, którą przeciwne wiatry podczas powrotu z wojny trojańskiej zagnały na wybrzeże Egiptu. Kanopus tam zmarł, a w miejscu jego śmierci Menelaos wybudował miasto Kanopos. W dniu śmierci Kanopusa nisko nad horyzontem świeciła bardzo jasna gwiazda, która otrzymała jego imię. Inne, również starożytne wyjaśnienie tej nazwy pochodzi od Arystydesa i wywodzi ją od egipskiego Kahi Nub, „Złota Ziemia” (co przypuszczalnie nawiązuje do jego położenia nisko nad południowym horyzontem). Tablice alfonsyńskie dla tej gwiazdy stosują nazwę Suhel ponderosus, wywodzącą się od arabskiej nazwy ‏ السهيل الوزن‎ al Suhail al Wazn, używanej przez Al Sufiego. Międzynarodowa Unia Astronomiczna w 2016 roku formalnie zatwierdziła użycie nazwy Kanopus dla określenia tej gwiazdy.

## Charakterystyka obserwacyjna

Położenie Kanopusa w gwiazdozbiorze Kila

Kanopus jest najjaśniejszą gwiazdą konstelacji Kila, a dawniej był najjaśniejszą gwiazdą Okrętu Argo (jako Alfa Argus). Jest widoczny gołym okiem z całej półkuli południowej, a z północnej tylko do szerokości geograficznej 37° N, zatem jest niewidoczny dla obserwatorów z prawie całej Europy, w tym z Polski.
Grecki stoik i filozof Posejdonios z Rodos (ok. 135–50 p.n.e.) wykorzystał obserwacje Kanopusa w pobliżu horyzontu, przeprowadzone przez Eudoksosa z Knidos i (przypuszczalnie) własne, do oszacowania rozmiarów Ziemi.
Z uwagi na jej dużą jasność i dogodne położenie na sferze niebieskiej, gwiazda ta jest często wykorzystywana jako punkt orientacyjny dla przyrządów kierujących sondami kosmicznymi.

### Ruch własny
Kanopus jest drugą co do jasności gwiazdą, chociaż pod względem absolutnej wielkości gwiazdowej znacznie przewyższa najjaśniejszego na niebie Syriusza. Znajduje się jednak znacznie dalej od niego. Pomiary ruchu własnego gwiazd dokonane przez sondę Hipparcos pozwalają stwierdzić, że Kanopus najbardziej zbliżył się do Słońca 3,1 miliona lat temu; był wówczas odległy o 177 lat świetlnych i miał obserwowaną wielkość gwiazdową −1,86m. Od tamtego czasu powoli oddala się, a kilka bliższych gwiazd okresowo przewyższało go jasnością. Za 480 tysięcy lat Syriusz (i Wega) oddalą się od Słońca, przez co Kanopus ponownie stanie się najjaśniejszy, choć będzie świecił słabiej niż obecnie, a za 990 tysięcy lat kolejna gwiazda zbliży się do Słońca i odbierze mu pierwszeństwo.

## Właściwości fizyczne
Kanopus to jasny olbrzym, biała gwiazda na granicy typu widmowego A i F. Wielkość absolutna Kanopusa to −5,50m, świeci on ponad 13 tysięcy razy jaśniej niż Słońce. Temperatura tej gwiazdy to 7280 K, ma ona rozległą koronę (zewnętrzną atmosferę) podgrzewaną przez pole magnetyczne, której temperatura (około 20 mln K) jest 10 razy wyższa niż korony słonecznej. Promień tej gwiazdy jest ponad 70 razy większy niż promień Słońca, a masa 8–9 razy większa od masy Słońca. Z tak dużą masą gwiazda najprawdopodobniej eksploduje jako supernowa, choć może także nie dojść do tego etapu i zakończyć życie odrzuciwszy zewnętrzne warstwy, jako neonowo-tlenowy biały karzeł o bardzo dużej masie.